# 分銅
分銅（ふんどう）は、金属の塊を円柱形などの形にしたもの。用途は次による。
1. 天秤でものの質量を量るために使う質量基準となる金属塊。電子天秤校正用に使用される精密な校正分銅から、上皿天秤に付属する測定用の分銅まである。分銅の質量の基準はキログラム原器である。
2. 幕府および有力大名が有事に備えて金塊を小分けに鋳直して貯蔵したもの
3. 鎖鎌と組み合わせるなどして武器とするもの。上皿天秤にも使われる。

## 上皿天秤用分銅

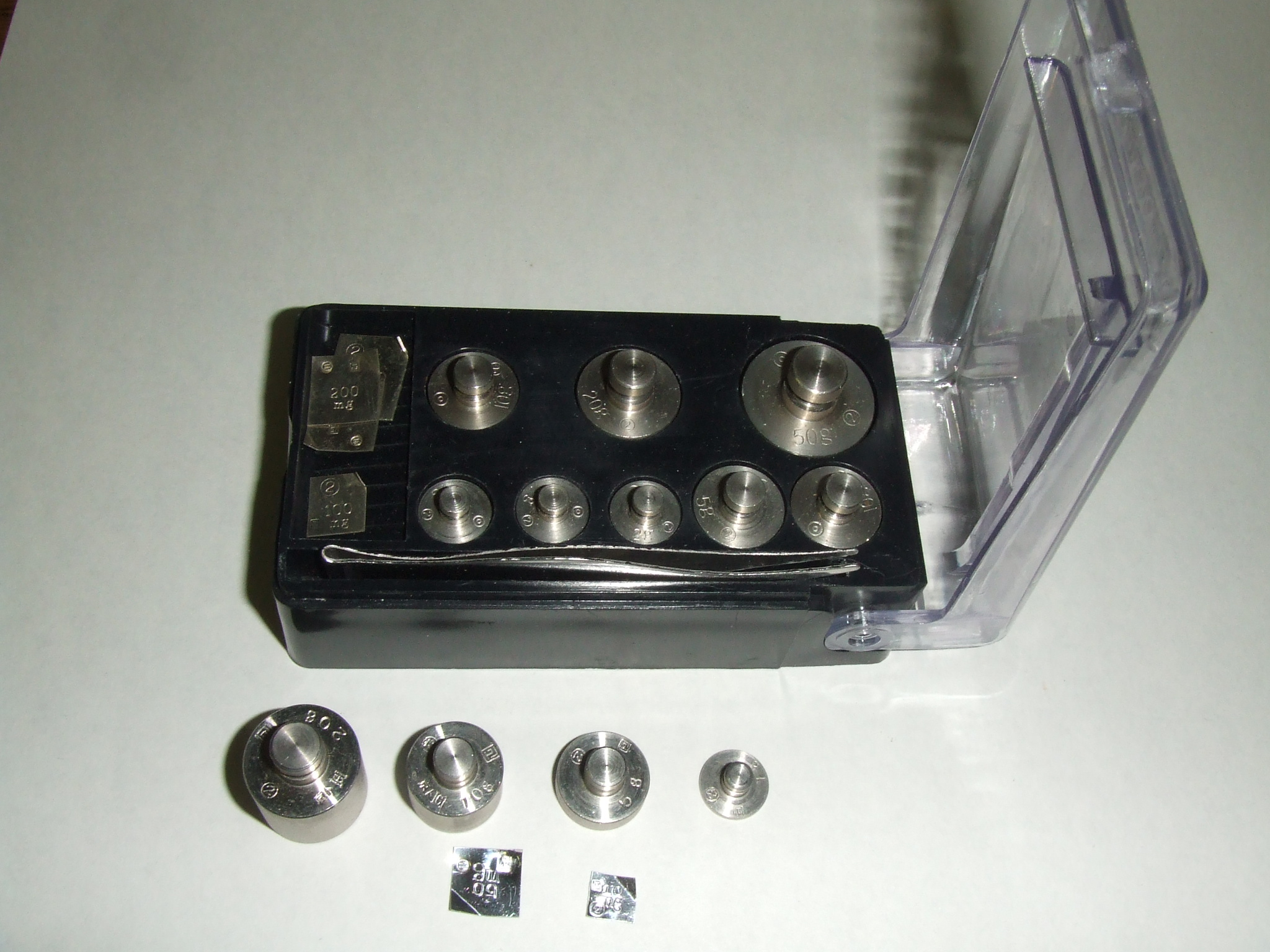
上皿天秤用の分銅

理科の実験で用いられる上皿天秤の分銅は、100ミリグラムから50グラムまでのものが多いが、上皿天秤の感度は0.1グラム以下であり、10ミリグラムの分銅もある。

## 校正用標準分銅
電子天秤は測定場所の重力により測定値が変化する、重量秤である。地球の重力加速度は一般に、自転による遠心力および回転楕円体の形状であることから高緯度ほど高くなり、また高度が高いほど地球の中心からの距離が遠くなり低くなる。
このため正確な測定値を得るためには標準分銅による較正が必要である。電子天秤の種類により、校正分銅を内蔵し自動校正機能のついたものもあるが、ないものは手動による校正操作が必要となる。
規格がいくつか有り、通常は、OIML(JIS B7609:2008 分銅)規格に従ったものとなる。
質量は1mgから5000kgまでの30段階、精度は高い方から、E1(50kg以下)、E2(1000kg以下)、F1、F2、M1、M1-2(50kg以上)、M2、M2-3(50kg以上)、M3の9等級。
F1級の分銅の場合の最大許容誤差は以下のようになっている。
- 10kg：50mg
- 1kg：5mg
- 100g：0.5mg
- 10g：0.20mg
- 1g：0.10mg
- 100mg：0.05mg
- 10mg：0.025mg

1kg分銅の等級別の最大許容誤差は以下のようになっている。
- E1級：0.5mg
- E2級：1.6mg
- F1級：5mg
- F2級：16mg
- M1級：50mg
- M2級：160mg
- M3級：500mg

## 日本最古の分銅
2013年、亀井遺跡から出土した輝緑岩などの石11個が日本最古（約2400年前）の分銅であるらしいことが判明した。重さが一番小さい石の2倍、4倍、8倍、16倍、32倍ときれいに並んでいるため。重量から6個1セットとみられ、もとは2セットあったと推定されている。

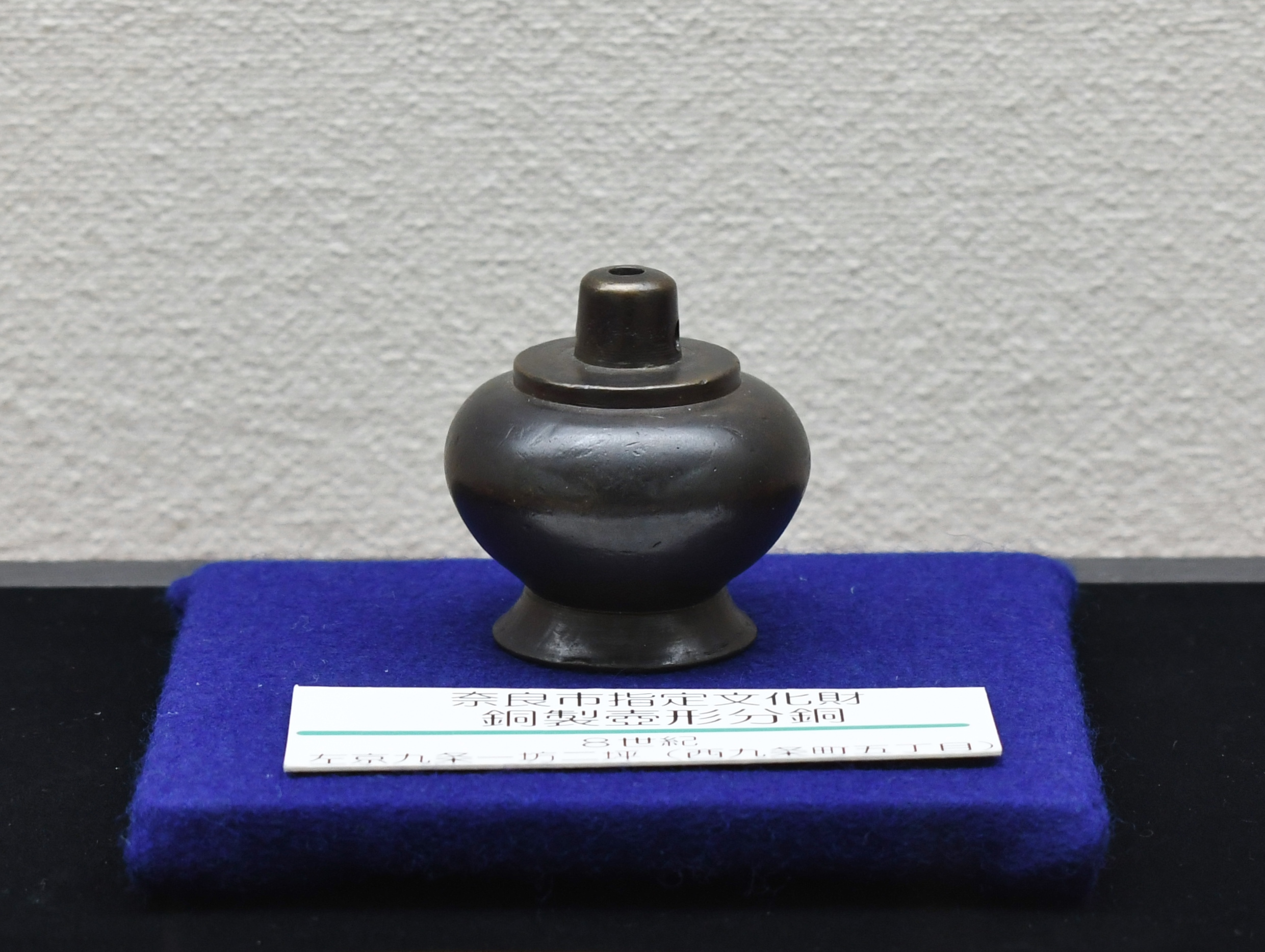
奈良時代の銅製壺形分銅 （奈良市埋蔵文化財調査センター展示）

## 江戸時代の後藤分銅

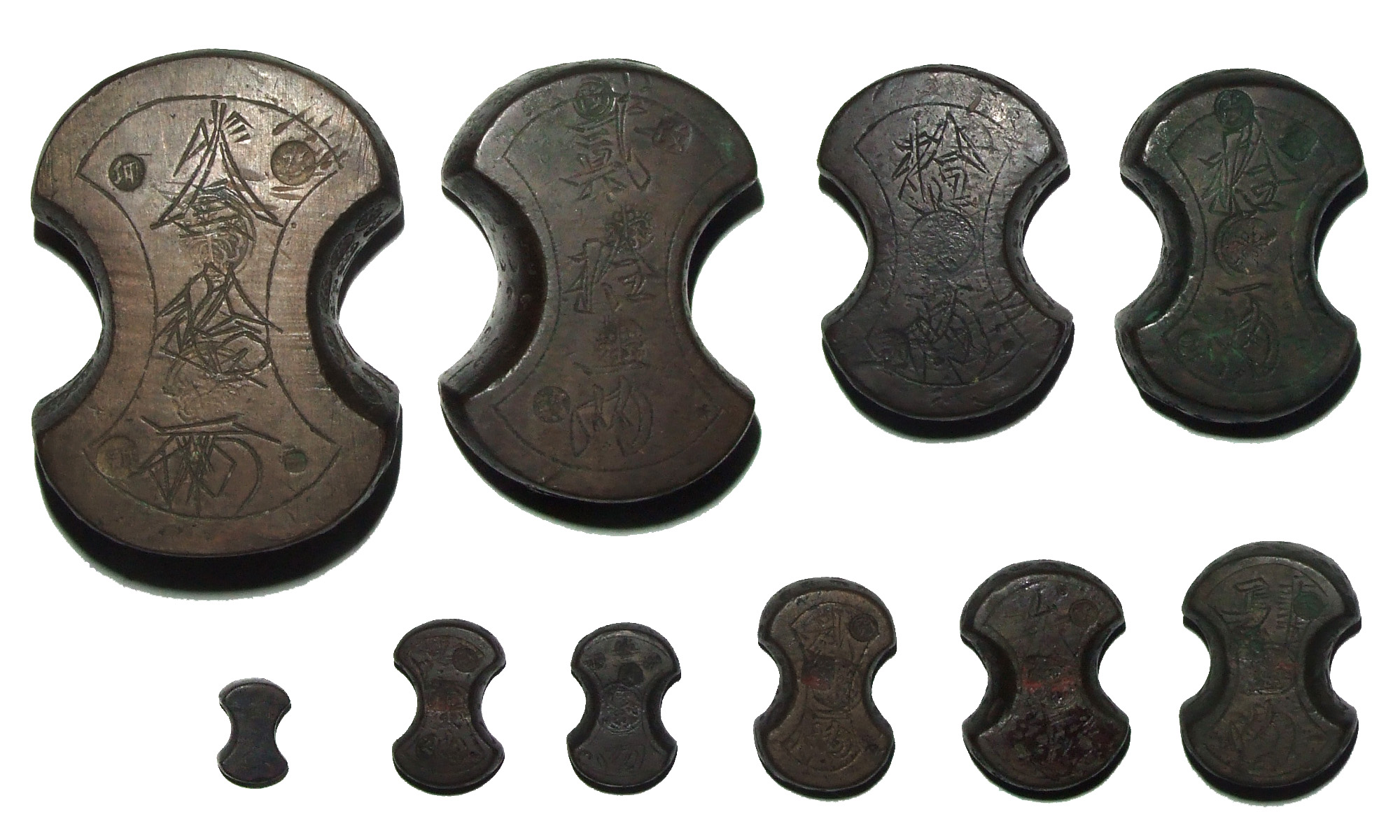
江戸時代に両替商が用いた後藤分銅

江戸時代の銀貨は、丁銀および豆板銀すなわち秤量銀貨であり、両替商において天秤で量目（質量）を測定してから通用価値が定められた。この時用いられた分銅は青銅製で不正を防止する観点から彫金を本職とする、後藤四郎兵衛家のみ製作が許され、これ以外のものの製作および使用は禁止された。
そのため寛文5年（1665年）の度量衡統一以来幕末まで200年以上に亘って尺貫法の質量の単位である「両」および「匁」は均質性が保たれている。
この分銅の形は蚕の繭をかたどったものといわれている。江戸時代初期には海外輸出までするようになった幕末以降とは異なり生糸の需要は国産では十分に賄えず莫大な量が輸入されており、貴重品とされた。また両替商の看板も分銅を意匠とした物で銀行の地図記号として今日に伝えられる。

## 分銅金

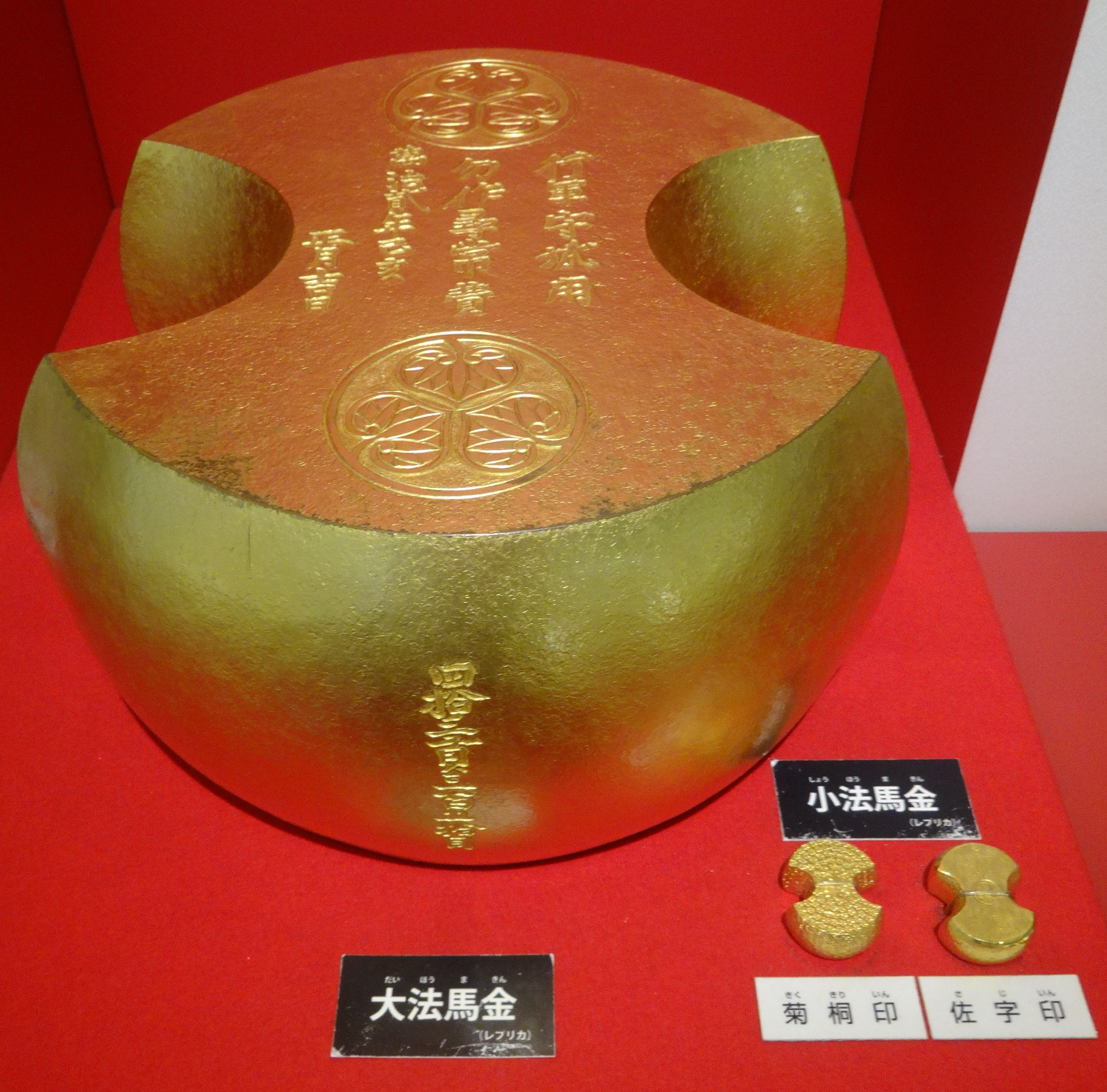
分銅金（法馬金）レプリカ

幕府が有事に備えて備蓄した分銅型の大法馬金（44貫：約165kg）と、金塊を小分けに鋳直したもので小法馬金（100匁：約373g）があり、大法馬金については財政難のため、潰されて小判に鋳造され、支出されたため現存していない。小法馬金については尾張徳川家が所蔵していたもの300個が、日露戦争前に日本銀行に買い入れられ現在、貨幣博物館が所蔵している。